# Jacinthe Taillon
Jacinthe Taillon (* 1. Januar 1977 in Saint-Eustache) ist eine ehemalige kanadische Synchronschwimmerin. Sie ist heute als Sportjournalistin für CBC/Radio-Canada tätig.

## Erfolge
Jacinthe Taillon begann im Alter von 14 Jahren mit dem Synchronschwimmen. Sie gewann 1997, in ihrem ersten Jahr bei der Nationalmannschaft, ihre erste internationale Medaille beim Weltcup in Guangzhou mit Bronze im Duett. Auch bei den Commonwealth Games 1998 in Kuala Lumpur war sie im Duett erfolgreich, als sie sich mit Kasia Kulesza gegen die gesamte Konkurrenz durchsetzen konnte und sich die Goldmedaille sicherte. Silber ging an das australische Duo, Bronze an das Duett aus England. Ein Jahr darauf folgte eine weitere Goldmedaille, diesmal mit der Mannschaft. Die kanadische Équipe erzielte bei den Panamerikanischen Spielen in Winnipeg das beste Resultat aller Mannschaften, noch vor den Vereinigten Staaten und Mexiko. Bei den Olympischen Spielen 2000 in Sydney gehörte Taillon ebenfalls zum Aufgebot Kanadas im Mannschaftswettbewerb. Zusammen mit Lyne Beaumont, Claire Carver-Dias, Erin Chan, Catherine Garceau, Fanny Létourneau, Kirstin Normand und Reidun Tatham gelang ihr mit 97,357 Punkten das drittbeste Ergebnis des Wettkampfs, womit die Kanadierinnen hinter den Russinnen, die mit 99,146 Punkten Olympiasiegerinnen wurden, und den mit 98,860 Punkten zweitplatzierten Japanerinnen die Bronzemedaille gewannen.
Nach den Spielen begann Taillon, die fließend englisch und französisch spricht, bei CBC/Radio-Canada zu arbeiten, für das sie von zahlreichen verschiedenen Sportveranstaltungen berichtete. So wurde sie unter anderem auch bei den Synchronschwimmwettbewerben bei den Olympischen Spielen 2004 eingesetzt, bei denen ihre Schwester Isabelle Taillon Nationaltrainerin der kanadischen Équipe war. Bis 2018 war Taillon mit Ausnahme von 2012 an allen weiteren Olympischen Spielen als Sportjournalistin im Einsatz.